# Bryantella
Bryantella là một chi nhện trong họ Salticidae.